# 芜菁灯会
芜菁灯会，又称萝卜灯会、萝卜灯节，是瑞士德语区和其他德语国家部分地区的传统节日，最早源于北欧。每年11月的灯会期间，人们手持芜菁雕刻成的小灯笼，走街串巷。

## 名称

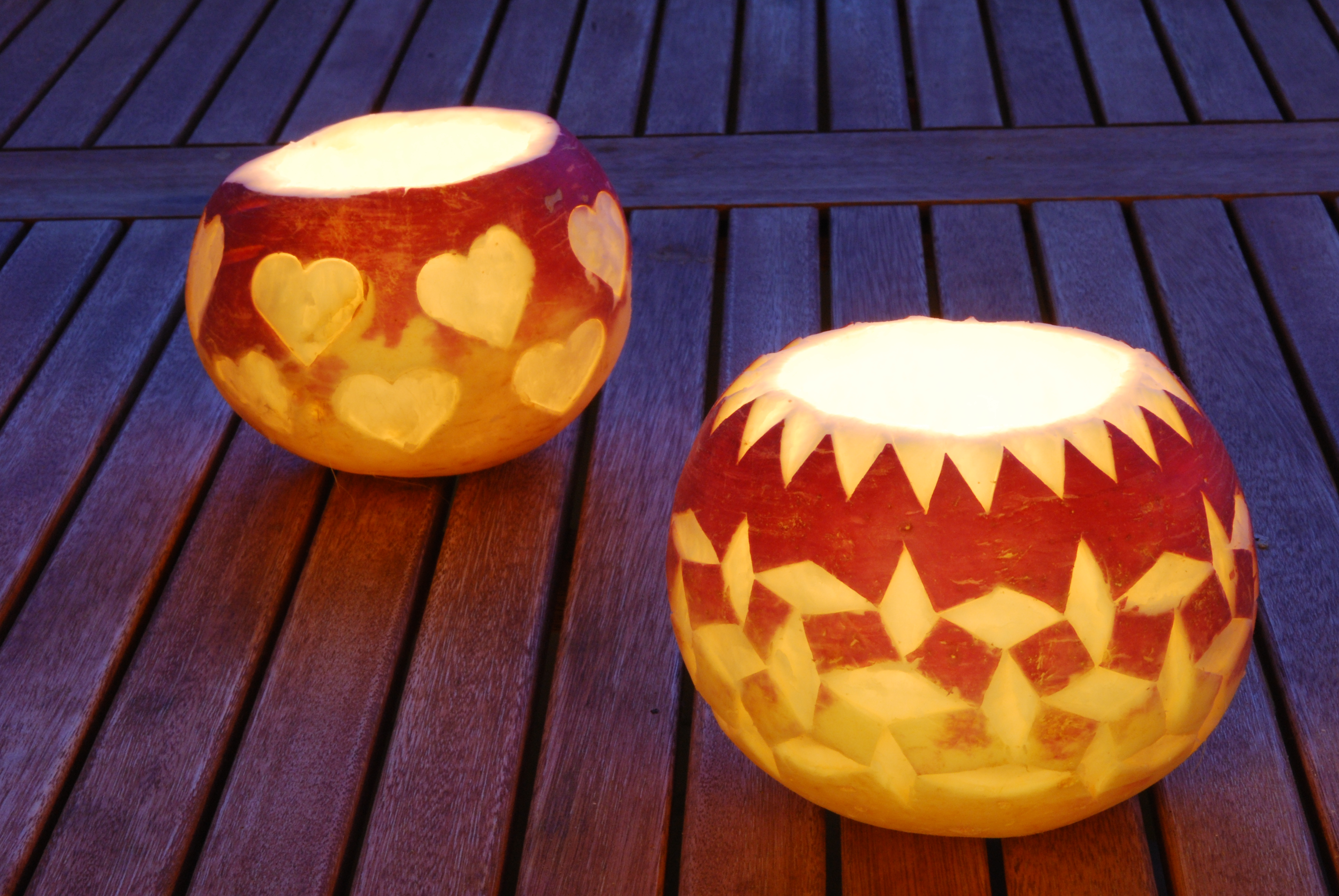
芜菁灯

瑞士德语“Räbeliechtli”一词由表示芜菁的“Räbe”和表示光亮的“Liecht”合成而来。

## 简况

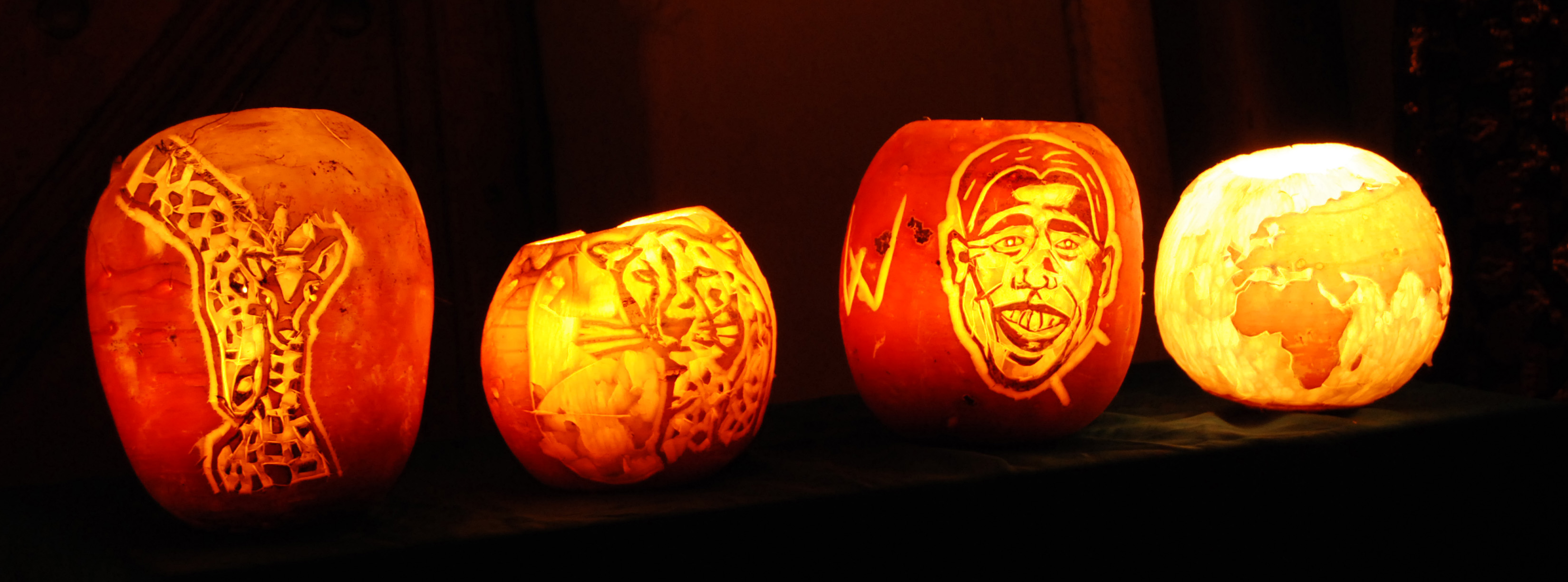
里希特斯維爾灯会期间街头的芜菁灯饰

苏黎世州的小城里希特斯維爾的芜菁灯会最为出名，每年为这一活动种植消耗的芜菁约30吨，使之成为吉尼斯世界纪录中规模最大的芜菁灯会。每年11月的第二个星期六，城内各处都装饰着点亮的芜菁灯，且有众多小灯组成的巨型灯饰。居民也会提灯在城内游行。已被瑞士政府列为非物质保护文化项目之一。这一习俗源自百年前农民在冬季前对获的感恩，同时庆祝天主教的圣马丁节。

## 歌曲
灯会期间，儿童会齐唱：
Räbeliechtli, Räbeliechtli, wo gaasch hii?
I de tunkli Nacht, oni Stärneschii,
da mues mis Liechtli sii. 